# Bothwell (Île-du-Prince-Édouard)
Pour les articles homonymes, voir Bothwell.
Bothwell est une communauté du Canada située dans le comté de Kings, sur l'Île-du-Prince-Édouard, au nord-est de Souris.